# Stedingerkrieg

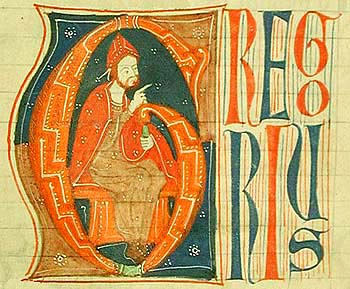
Darstellung Gregors IX. in einem Manuskript aus der Zeit um 1270

Der Stedingerkrieg war ein Kreuzzug des Erzbistums Bremen gegen die Bewohner des Landes Stedingen in den Jahren 1233 und 1234.

## Vorgeschichte
Graf Heinrich I. von Hoya besiegte 1211 oder 1213 die Stedinger in einer Schlacht bei Hilgermissen. Heinrich I. stützte den Bremer Erzbischof Waldemar. Waldemar hatte versucht, die Stedinger Bauern zur Abgabe eines Zehnts zu zwingen. Daher versammelten sich die Bauern in Horn und griffen die im Bau befindliche Burg Hoya an. Als sie deren Wall überwunden hatten, führten die Ritter Hoyas einen Flankenangriff durch, sodass sich die Bauern nach Wienbergen zurückziehen mussten. Mangels ausreichender Bewaffnung erlitten sie erhebliche Verluste und ergriffen die Flucht. Danach konnten aber weder Waldemar noch Gerhard I. die Zehntpflicht durchsetzen.

## Geschichte

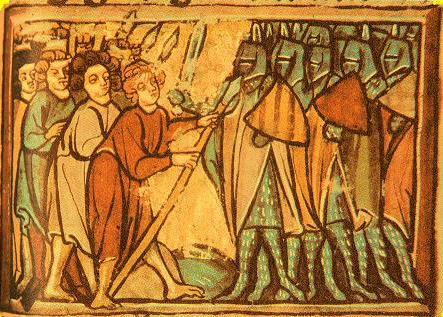
Schlacht bei Altenesch

1229 kam es zu einer ersten Fehde zwischen Erzbischof Gerhard II. und den Stedingern. Ein erzbischöfliches Heer unter der Führung von Hermann zur Lippe, einem Bruder des Erzbischofs, rückte in das Stedingerland ein, wurde jedoch am 25. Dezember 1229 in der Schlacht bei Hasbergen geschlagen, in deren Verlauf auch Hermann getötet wurde. Daraufhin rief Gerhard II. im März 1230 eine Provinzialsynode nach Bremen ein. Auf dieser Bremer Fastensynode wurden die Stedinger zu Ketzern erklärt. Es wurde ihnen vorgeworfen, sich der Kirche zu widersetzen, Klöster und Kirchen zu verbrennen, mit Hostien Missbrauch zu treiben sowie Geister- und Wahrsagerbefragungen zu tätigen. Gerhard II. suchte Unterstützung bei Papst Gregor IX. und forderte zur Bekehrung, Bekämpfung und Ausrottung der Stedinger auf.
Tatsächlicher Grund seines Grolls war jedoch ein Aufstand der Stedinger, die gegen Steuerabgaben protestierten, die sie leisten sollten, obwohl sie auf Grund der Urbarmachung der Wesermarsch eigentlich von allen Abgaben befreit sein sollten.
Den Bürgern Bremens wurden bei einer Teilnahme am Krieg großzügige Rechte und Vergünstigungen zugesprochen. So sollten den Bürgern Zölle und Abgaben erlassen werden. Den Kaufleuten wurde eine Befreiung von der Heeresfolge und ein Drittel der Beute angeboten.
Mit diesen Zusagen war nicht nur die finanzielle Hilfe der Stadt sichergestellt, sondern auch der Einsatz von Schiffen und die Versorgung der Truppen. Einen weiteren Ansporn lieferte der Papst, der 1233 erklärte, jedem Teilnehmer am Feldzug gegen die Stedinger stünden die gleichen Ablässe zu, wie sie für den Zug ins Heilige Land vorgesehen waren. Die norddeutschen Bischöfe und die Dominikaner wurden zum Kreuzzug aufgefordert.
Die Verbündeten unter dem Befehl von Heinrich I. von Brabant stellten ein Heer von bis zu 4000 Rittern (die Quellen berichten sehr verschiedene Zahlen). Die Stedinger boten ebenso viele Kämpfer auf. Anführer des Heers der Stedinger waren Thammo von Huntorp, Detmar tom Dyk (tom Dieke) und Bolko von Bardenfleth.
Die ersten Angriffe der Lehnsheere konnten die Stedinger zurückschlagen. 1233 wurde jedoch Osterstade unterworfen, und 1234 gelang dem Erzbischof und den verbündeten adeligen Herrschern der entscheidende Sieg in der Schlacht bei Altenesch.
Die Landgewinne an der linken Weserseite wurden unter den Siegern aufgeteilt. Die politische Stellung Bremens wurde durch die Teilnahme am Stedingerkrieg gestärkt.

## Rezeption
Der Kreuzzug gegen die Stedinger war in der Geschichtswissenschaft eher ein Randthema. Auch im Schulunterricht wurde das Thema kaum behandelt. Ausnahmen gab es im Nationalsozialismus und in der DDR. Zur 700-Jahr-Feier der Schlacht bei Altenesch schrieb August Hinrichs das Freilichtspiel De Stedinge, das zwischen 1935 und 1937 mehrfach aufgeführt wurde. So wurde zum Beispiel im Geschichtsbild der DDR und von einzelnen Autoren die Gruppe der Stedinger als „Bauernrepublik“ bezeichnet. Gustav Heinemann nannte die Stedinger in seiner Bremer Rede zur Schaffermahlzeit von 1970 und seiner Rastatter Rede von 1974 als Quelle eines neuen westdeutschen Geschichts- und Traditionsbewusstseins.